# روسولية
الروسولية (الاسم العلمي: Russulaceae) هي فصيلة من الفطريات تتبع رتبة الروسوليات من الطائفة الغاريقونانية.

## أجناس
- الروسولا